# Saint-Germain-sur-Meuse
Saint-Germain-sur-Meuse ist eine französische Gemeinde mit 215 Einwohnern (Stand 1. Januar 2022) im Département Meuse in der Region Grand Est (bis 2015 Lothringen); sie gehört zum Arrondissement Commercy und zum Gemeindeverband Communauté de communes de Commercy-Void-Vaucouleurs.

## Geografie
Saint-Germain-sur-Meuse liegt rund 16 Kilometer westsüdwestlich der Kleinstadt Toul im Süden des Départements Meuse an der Grenze zum Département Meurthe-et-Moselle. Der Ort liegt am Ruisseau de Beaumelle nahe der Maas, welche streckenweise die westliche Gemeindegrenze bildet. Weite Teile im Osten der Gemeinde sind bewaldet (Bois de Saint-Germain). Die Gemeinde besteht aus den heute zusammengewachsenen Dörfern Saint-Germain und Les Grésines sowie wenigen Einzelgehöften.
Nachbargemeinden sind Pagny-sur-Meuse im Norden, Foug (im Département Meurthe-et-Moselle) im Osten, Rigny-la-Salle und Ugny-sur-Meuse im Süden, Vaucouleurs im Westen sowie Ourches-sur-Meuse im Nordwesten.

## Geschichte
Eine frühe Besiedlung belegen Reste aus gallo-römischer Zeit und die Römerstraße von Reims nach Metz. Auf dem heutigen Gemeindegebiet war eine Brücke über die Maas.
Wie alle Orte der Gegend litt Saint-Germain-sur-Meuse im Mittelalter unter Konflikten. Die schlimmsten Verwüstungen richteten der Hundertjährige Krieg und der Dreißigjährige Krieg an. Der Name der heutigen Gemeinde wurde im Jahr 878 unter dem lateinischen Namen Sanctus-Germanus erstmals in einem Dokument erwähnt. Auf dem heutigen Gemeindegebiet findet man Ruinen der untergegangenen Siedlung Amblainville (auch Saint-Gorgon genannt). Im Mittelalter gehörte die Gemeinde zur Barrois non mouvant und lag innerhalb der Champagne. Saint-Germain-sur-Meuse war Teil der Bailliage Saint-Mihiel. Bis zur Französischen Revolution lag die Gemeinde im Grand-gouvernement de Lorraine-et-Barrois. Saint-Germain-sur-Meuse gehörte von 1793 bis 1801 zum District Gondrecourt. Zudem seit 1793 zum Kanton Vaucouleurs. Die Gemeinde ist seit 1801 dem Arrondissement Commercy zugeteilt. Bis 1919 trug die Gemeinde den Namen Saint-Germain (ohne den heutigen Zusatz).

## Bevölkerungsentwicklung
Die Gemeinde teilt das Schicksal vieler Landgemeinden in Frankreich. In der ersten Hälfte des 19. Jahrhunderts gab es nur kleinere Schwankungen bei der Bevölkerungszahl. Die Landflucht setzte später als in anderen Orten der Region ein. Vom Höchststand 1806 bis zum Tiefststand 1982 verminderte sich die Anzahl Bewohner um 62,4 Prozent.
| Jahr                       | 1962 | 1968 | 1975 | 1982 | 1990 | 1999 | 2006 | 2011 | 2019 |
| Einwohner                  | 303  | 281  | 216  | 192  | 220  | 241  | 248  | 268  | 232  |
| Quellen: Cassini und INSEE |      |      |      |      |      |      |      |      |      |

## Sehenswürdigkeiten
- Überreste des Römerwegs von Reims nach Metz mit Überresten eines Meilensteins
- Kirche Saint-Germain mit Turm aus dem 12. Jahrhundert
- Kapelle Notre-Dame de Massey (auch Kirche Saint-Hilaire genannt)
- ehemalige Wassermühle Moulin de Chanteraine am Ruisseau de Chanteraine
- Statuen von Saint-Jean-Baptiste und Sainte-Anne an Privathäusern
- Denkmal für die Gefallenen[1]
- zwei Wegkreuze an der Brücke über die Maas und in Les Grésines
- Waschhaus (Lavoir) an der Route d’Ugny-sur-Meuse

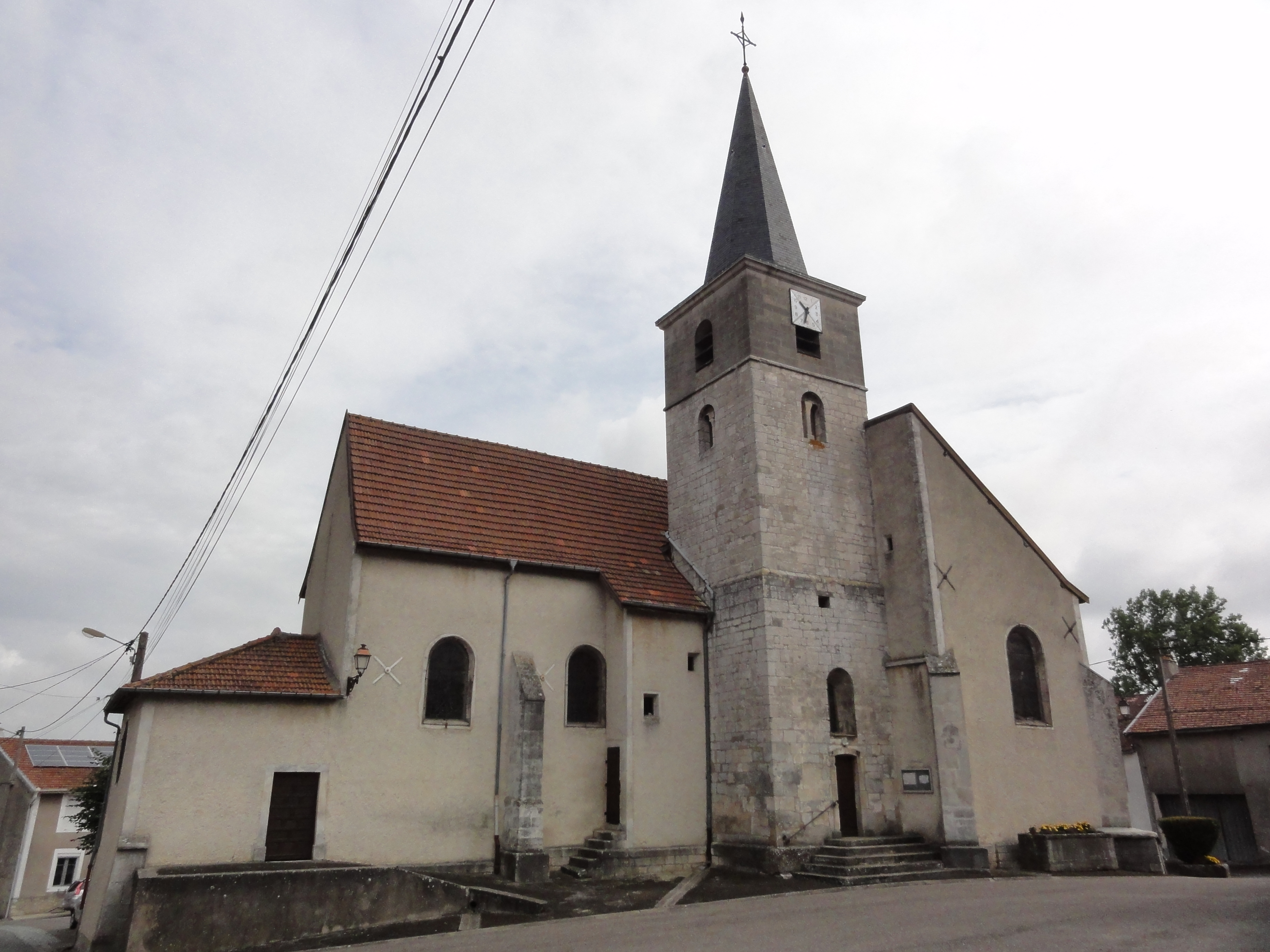
Kirche Saint-Germain
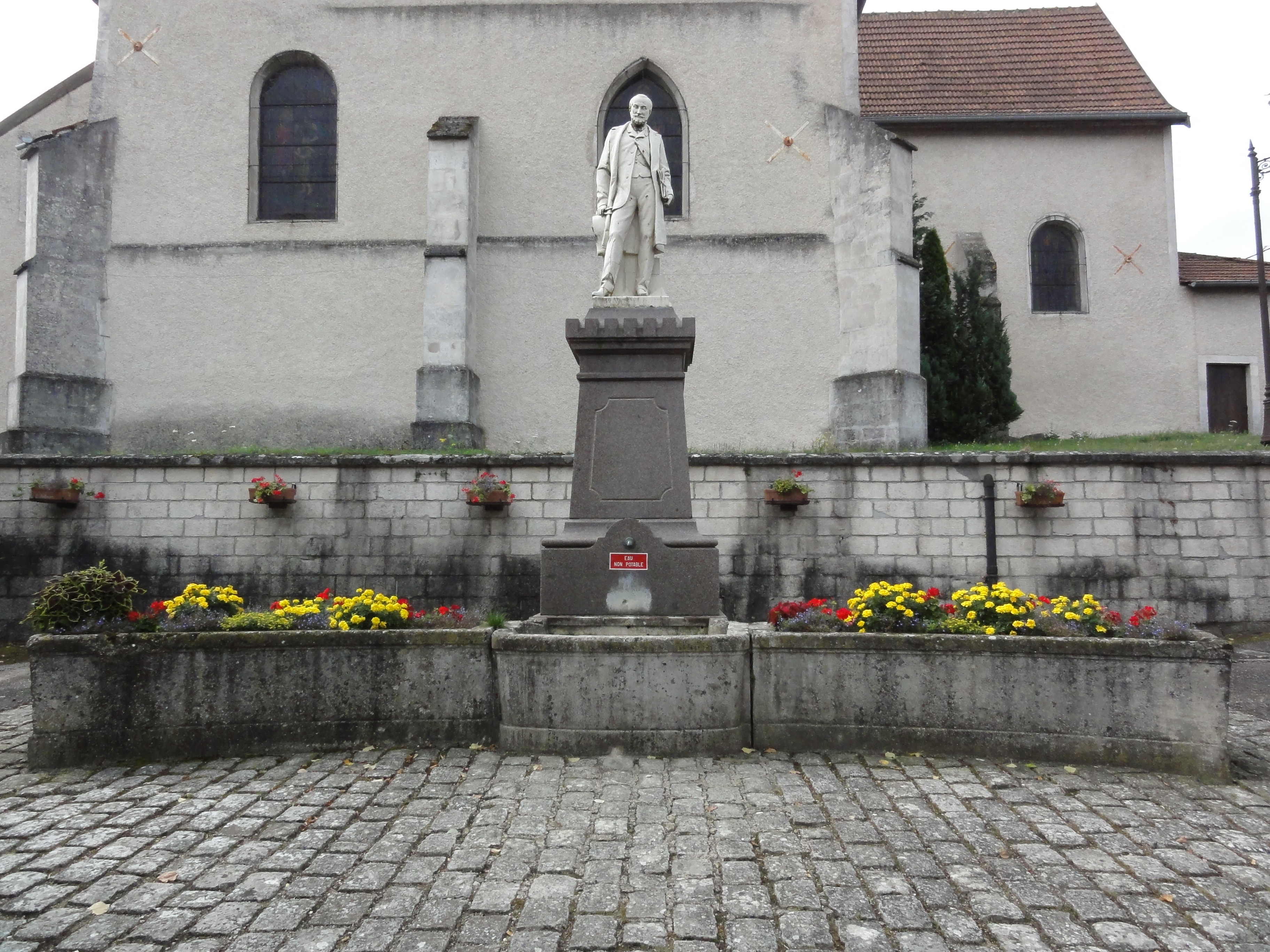
Statue von Louis Curel, Dorfbrunnen und Kirche
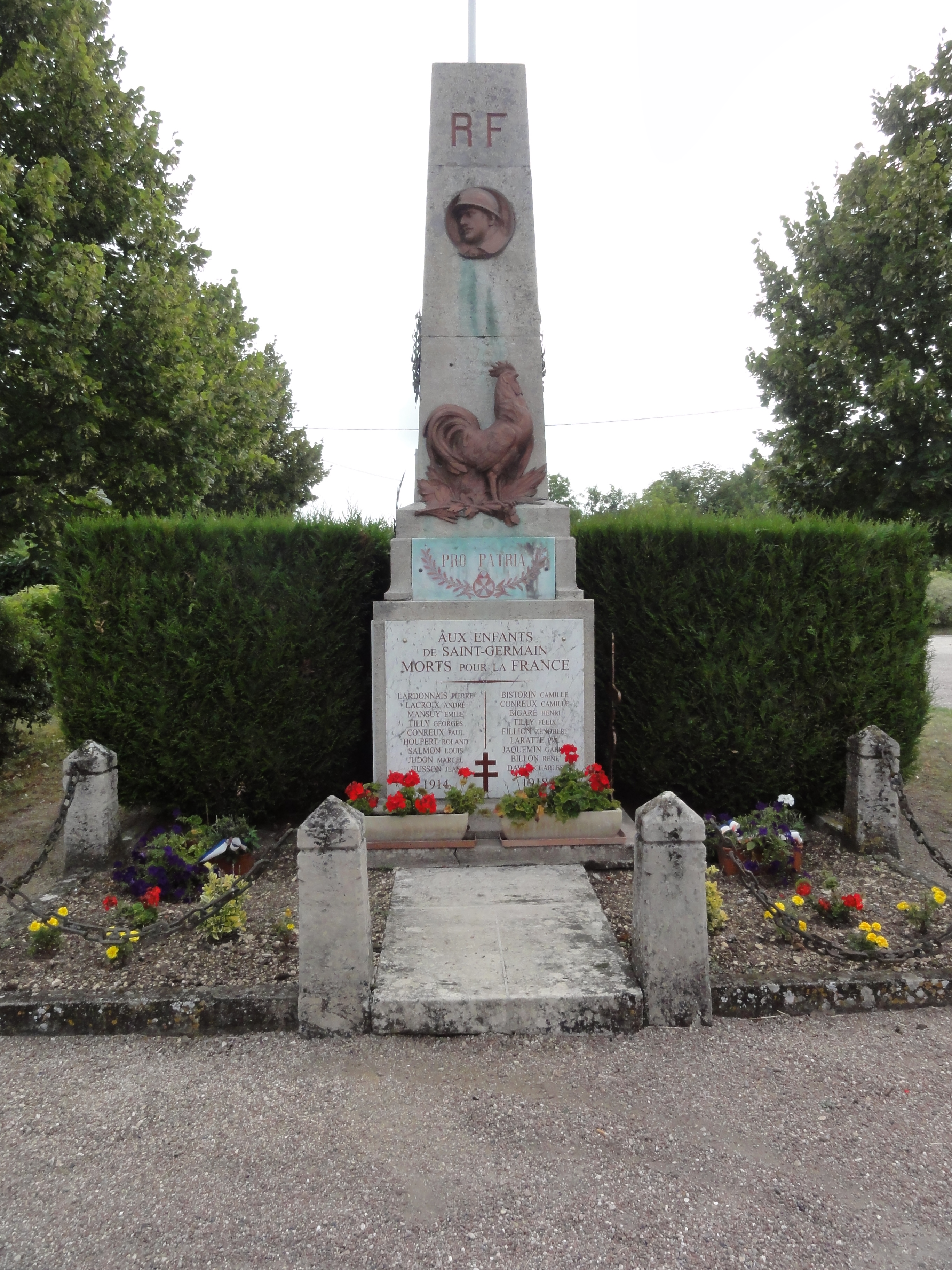
Denkmal für die Gefallenen
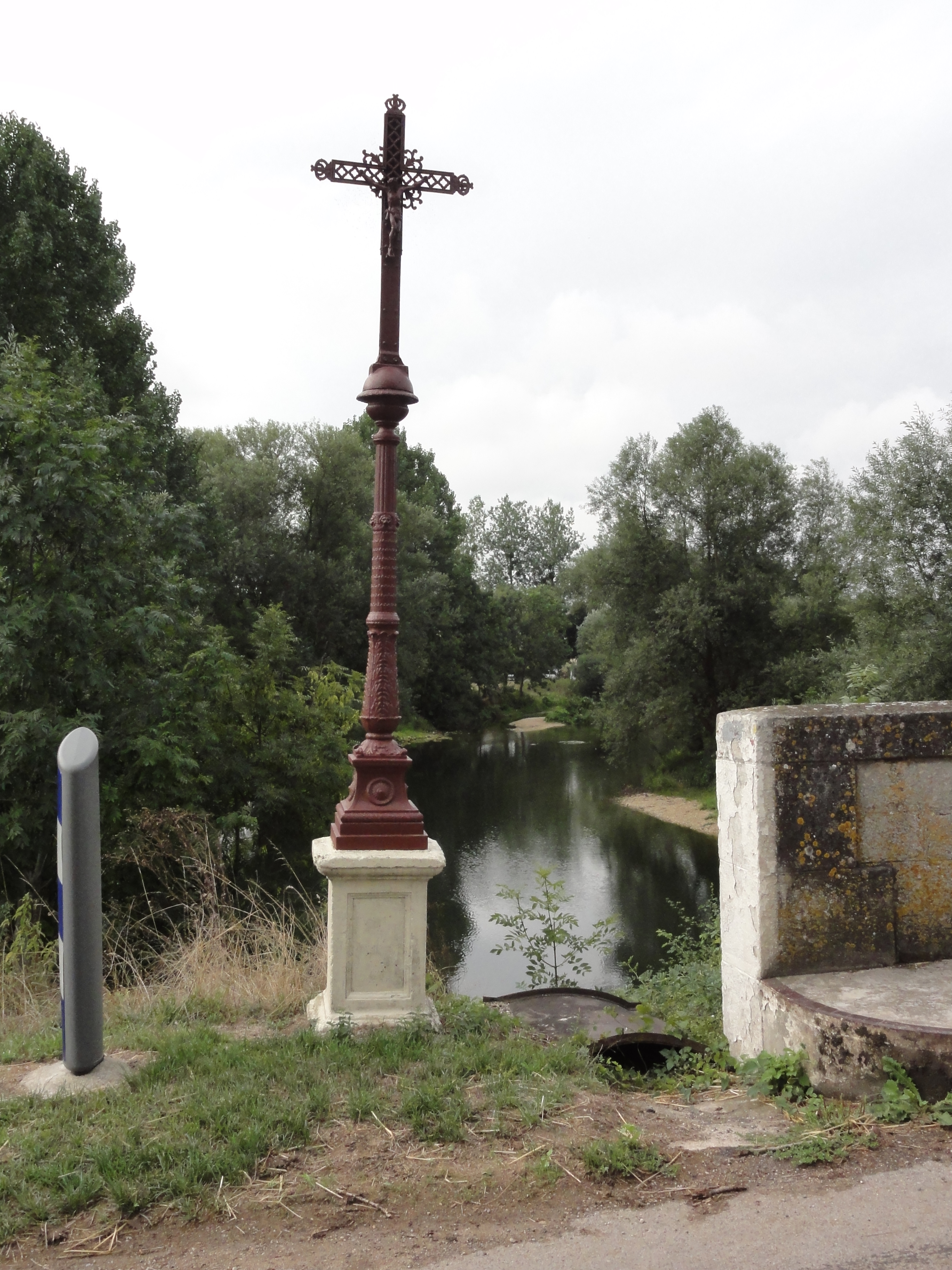
Wegkreuz an der Brücke über die Maas
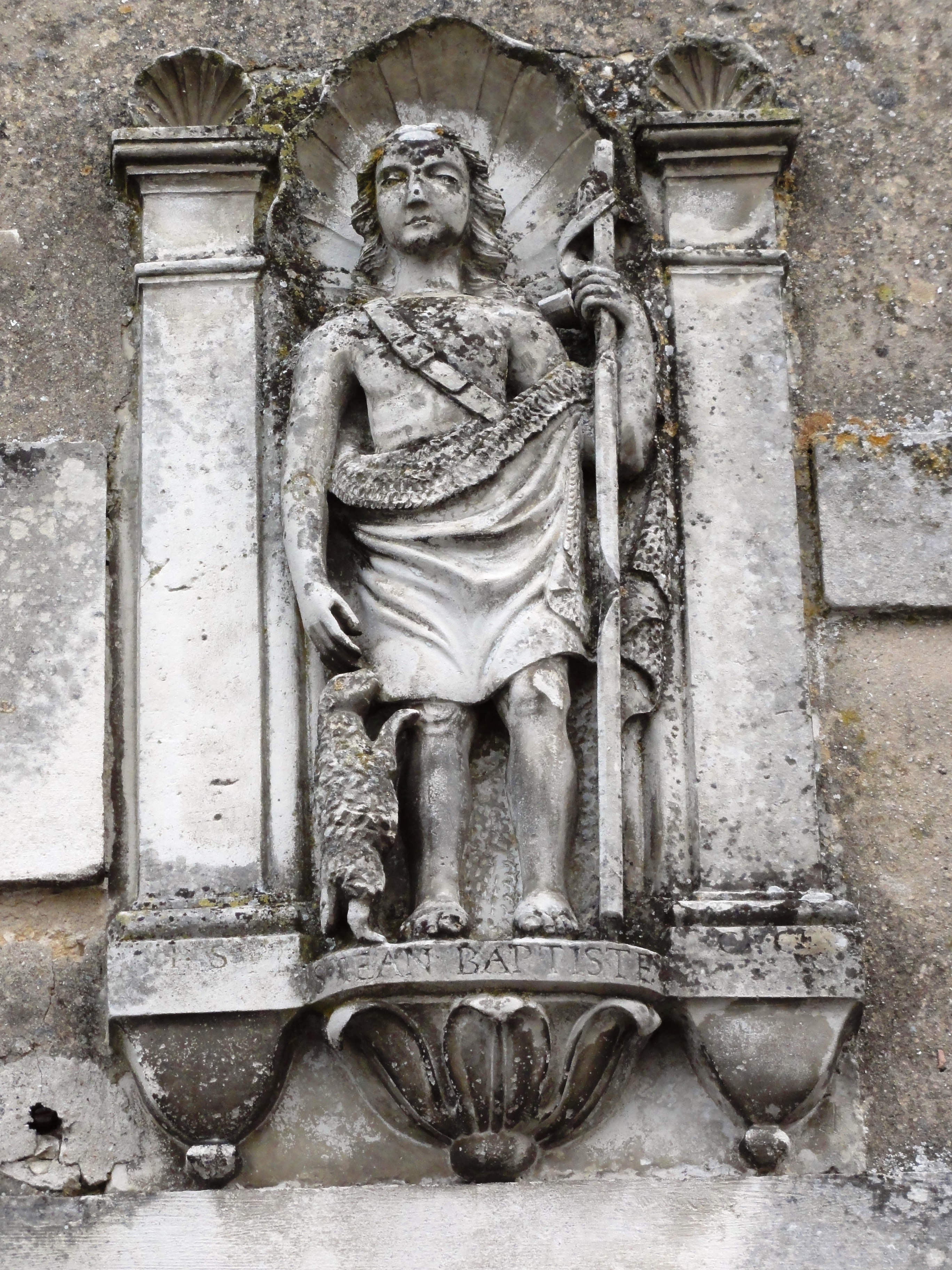
Statue von Saint-Jean-Baptiste
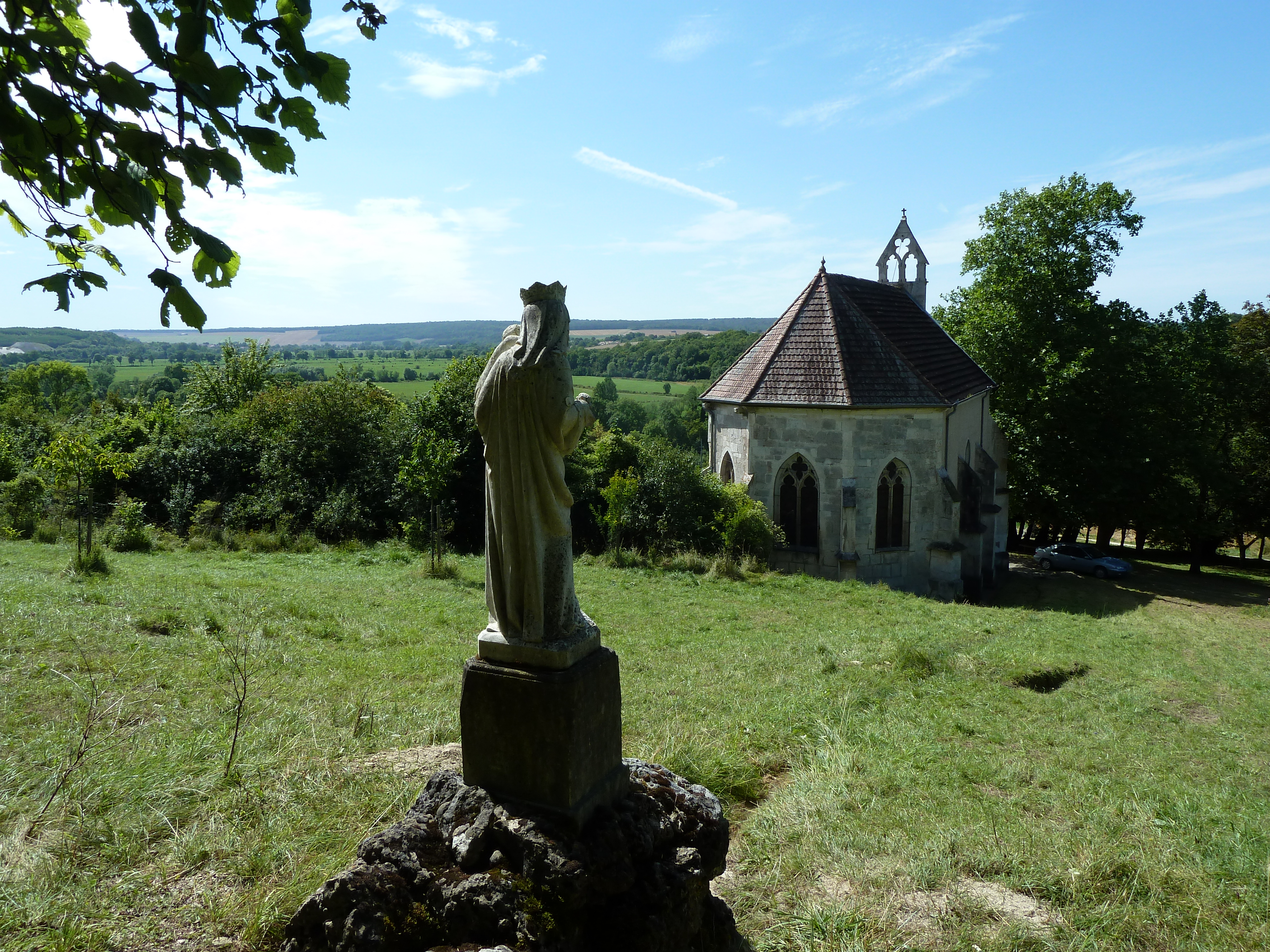
Kapelle Notre-Dame de Massey mit Statue

## Verkehr
Die Gemeinde befindet sich an der D36. Die nahe D964 und die wenige Kilometer nördlich verlaufende Route nationale 4 mit dem nächsten Anschluss in der Nachbargemeinde Pagny-sur-Meuse sind die wichtigsten Verkehrsverbindungen für die Gemeinde.
Nächstgelegener Bahnhof ist Pagny-sur-Meuse an der Bahnstrecke Paris–Straßburg in rund neun Kilometern Entfernung.